# 후안 카밀로 수니가
후안 카밀로 수니가 모스케라(스페인어: Juan Camilo Zúñiga Mosquera, 1985년 12월 14일 ~ )는 콜롬비아의 은퇴한 축구 선수로 포지션은 윙백이다.

## 클럽 경력

### 아틀레티코 나시오날
안티오키아 주 치고로도 출신인 수니가는 콜롬비아의 축구 클럽 아틀레티코 나시오날에서 프로로 데뷔하였다. 클럽에서 일곱 시즌을 뛰는 동안, 그는 세 개의 타이틀을 얻었다. 종합적으로 그는 리그 121 경기에 출장했고, 9 골을 넣었다.

### 시에나
2008년 여름에 수니가는 아틀레티코 나시오날에서 이탈리아쪽의 시에나로 이적했다. 그의 이적료는 300만 유로였다. 시에나에서 뛸 동안, 수니가는 여러 클럽에게 주목받을 만한 인상적인 성과를 보여주었다. 종합적으로 그는 리그 28 경기에 출장했고, 골을 넣진 못했다.

### 나폴리
2009년 7월 9일 나폴리는 시에나에게 850만 유로를 주고 수니가와 5년 계약했다. 3-5-2 전술에서, 크리스티안 마지오가 우측을 맡을 동안 수니가는 레프트 윙백으로써 보통 좌측에서 활약했다.
2010년 1월 안드레아 도세나의 영입 이후에, 2010-11 세리에 A 시즌에서 수니가는 그 자리를 잃고 측면 모두를 전담하는 백업 윙백이 되었다.
2011년 2월 20일, 수니가는 카타니아를 상대로 세리에 A에서 처음으로 골을 넣었다. 그의 두번째 골은 2011년 3월 15일 인테르나치오날레를 상대로 46분에 터졌다. 그의 화려한 세번째 골은 2011년 12월 21일 제노아를 상대로 터졌다.
2013년 8월 말, 수니가는 부상으로 시달렸다. 수주일 후, 그는 장기부상으로 무릎 수술을 받은 것이 확인되었고, 남은 시즌을 놓칠 뻔했다.
무릎 부상을 완치한 2014년 4월, 수니가는 나폴리에서 정기적으로 계속할 것을 발표했다.

## 국가대표팀 경력
수니가는 2005년에 성인 국가대표팀으로 들어가기 전에 U-20 청소년 월드컵에서 콜롬비아 선수로 뛰었다. U-20에서 뛰는 동안에 그는 이탈리아 언론에게 카푸와 호베르투 카를로스와 같은 유명한 풀백 선수와 비슷하다고 여겨졌다.
수니가는 2014년 브라질 월드컵 지역 예선 경기에서 두 경기만 불참하고 모두 출장했다. 베네수엘라전은 아들의 출산 때문에, 페루전은 부상 때문에 출장하지 못했다.
그는 2014년 브라질 월드컵에서 다섯 경기 중 네 경기에 출장했다. 2014년 7월 4일, 브라질과 맞붙는 8강전에서 네이마르의 등 아래를 오른쪽 무릎으로 가격하고 착지했다. 결과로 네이마르는 이송용 침대에 실려서 퇴장했다. 나중에 검사에 따르면 네이마르는 척추골의 3번 요추가 골절되어 월드컵의 나머지 경기를 뛸 수 없다는 판정을 받았다고 한다. 콜롬비아가 2-1로 패한 후에 수니가는 자신이 네이마르를 부상 입힐 의도로 그런 것이 아니었다고 말했다. 하지만 브라질이 독일한테 7대 1 대패를 당하자 이에 분노한 브라질 마피아들이 수니가의 현상금을 거는 등 암살을 예고했다. 네이마르의 동료 치아구 시우바는 수니가가 다른 선수를 고의로 부상입히게 할 유형의 선수가 아니라고 그를 옹호했다. 7월 5일, 수니가는 네이마르에게 부상 입힌 것은 고의가 아니고 "깊이 사죄하고 슬퍼한다"(deeply sorry and sad)는 내용을 담은 사과의 편지를 보냈다. 또한 2014년 9월 미국에서 열린 브라질과 콜롬비아의 축구국가대표팀 평가전에서 킥오프 전 수니가와 네이마르는 화해의 포옹을 나눈 바 있다.
2015 코파 아메리카 C조 2차전에서 전반 44분에 네이마르의 얼굴을 가격하여 부상을 안겼다.

## 수상

### 클럽
아틀레티코 나시오날
- 카테고리아 프리메라 아페르투라 : 2005, 2007
- 카테고리아 프리메라 피날리사시온 : 2007

 나폴리
- 코파 이탈리아 : 2011-12, 2013-14